# Lordomyrma sarasini
Lordomyrma sarasini é uma espécie de formiga do gênero Lordomyrma, pertencente à subfamília Myrmicinae.